# Air-Bagan-Flug 011
Der Air-Bagan-Flug 011 (Flugnummer IATA: W9011, ICAO: JAB011) war ein Inlandslinienflug der Air Bagan von Rangun nach Heho über Mandalay. Am 25. Dezember 2012 kam es auf diesem Flug zu einem schweren Zwischenfall, als eine Fokker 100 im Endanflug in den Boden geflogen wurde. Bei dem Zwischenfall wurden zwei Menschen getötet, es gab 10 Verletzte.

## Maschine
Bei der betroffenen Maschine handelte es sich um eine 21 Jahre und 10 Monate alte Fokker 100 mit der Werknummer 11327, die im Werk von Fokker in Schiphol endmontiert wurde und ihren Erstflug am 22. Februar 1991 absolvierte. Die Maschine erhielt für den Testflug das niederländische Luftfahrzeugkennzeichen PH-EZL. Sie war mit dem Kennzeichen G-FIOX für die britische Air Europe vorgesehen, welche die Maschine jedoch nicht abnahm. Die Maschine wurde daraufhin zum 25. Juni 1991 mit dem Kennzeichen PH-CFE auf den Hersteller zugelassen. Das Flugzeug wurde anschließend für Vorführflüge genutzt. Am 15. Oktober 1993 wurde die Fokker an die Air Littoral ausgeliefert, die sie mit dem Kennzeichen F-GJAO betrieb. Zum 30. November 1995 kehrte die Maschine an den Hersteller zurück und erhielt in diesem Zuge ihr altes Kennzeichen PH-CFE zurück. Ab dem 13. Mai 1996 war die Fokker an die British Midland Airways verleast, ehe sie zum 19. November 1997 in die Flotte des Herstellers zurückkehrte. Zum 6. Juli 1998 kaufte die British Midland die Maschine aus der Konkursmasse des mittlerweile insolventen Herstellers. Die Maschine erhielt dann das neue Kennzeichen G-BXWE. Durch Umstrukturierungsmaßnahmen gehörte die Maschine ab dem 1. Februar 2001 der bmi British Midland an. Die Air Bagan übernahm die Maschine zum 30. Juni 2005 mit einer Betriebsleistung von 18.647:27 Stunden und ließ sie mit dem neuen Kennzeichen XY-AGC zu. Ab August 2008 wurde die Fokker für die Myanmar Airways International betrieben, im September 2009 kehrte sie in die Flotte der Air Bagan zurück. Das zweistrahlige Mittelstrecken-Schmalrumpfflugzeug war mit zwei Turbojettriebwerken vom Typ Rolls-Royce Tay 650-15 ausgestattet. Bis zum Zeitpunkt des Unfalls hatte die Maschine eine Gesamtbetriebsleistung von 27.378 Betriebsstunden absolviert, auf die 32.584 Starts und Landungen entfielen.

## Passagiere und Besatzung
Den letzten Flugabschnitt von Mandalay nach Heho hatten 65 Passagiere angetreten. Es befand sich eine achtköpfige Besatzung an Bord der Maschine, bestehend aus einem Flugkapitän, einem Ersten Offizier, vier Flugbegleitern und zwei Flugsicherheitsbegleitern.
- Der 49-jährige Flugkapitän verfügte über 5.937 Stunden und 12 Minuten Flugerfahrung, von denen er 2547:35 Stunden mit der Fokker F100 absolviert hatte, davon wiederum 1.735:32 Stunden in der Position des Flugkapitäns.
- Der 29-jährige Erste Offizier verfügte über 849 Stunden und 56 Minuten Flugerfahrung, wovon er 486:12 Stunden im Cockpit der Fokker F100 absolviert hatte.

## Wetter
Um den Flughafen Heho herrschte zum Unfallzeitpunkt Windstille mit Sichtweiten von 3000 Metern bei deutlichem Nebel und Temperaturen von 17 °C.

## Flugverlauf und Unfallhergang
Der erste Flugabschnitt von Rangun nach Mandalay, auf dem der Kapitän die Maschine steuerte, wurde ohne besondere Vorkommnisse geflogen. In Mandalay wurde die Maschine betankt, es gingen 60 Passagiere von Bord und 46 stiegen zu. Um 08:26 Uhr Ortszeit startete die Maschine zum Flug nach Heho. Der Erste Offizier war auf diesem Flugabschnitt der Pilot Flying. Die Maschine stieg auf Flugfläche 130 und der Kapitän kontaktierte die Flugsicherung in Heho, als sich die Maschine 50 nautische Meilen vom Zielflughafen entfernt befand. Die Flugsicherung übermittelte der Besatzung den Wetterbericht für Heho. Gegen 08:36 Uhr Ortszeit begann der Erste Offizier das Landebriefing. Er ließ die Maschine auf 9.000 Fuß sinken und überflog das Ungerichtete Funkfeuer von Heho für einen Anflug auf die Landebahn 36. Bei der Maschine handelte es sich um die erste, die an diesem Tag den Flughafen Heho anfliegen sollte. Um 08:52 Uhr, als sich die Maschine auf dem Endanflugkurs über Grund und rund 2,5 Seemeilen von der Landebahn entfernt befand, ertönte die Warnung „500“ durch das Enhanced Ground Proximity Warning System, welches damit signalisierte, dass sich die Maschine nur noch 500 Fuß über dem Grund befand. Der Kapitän gab daraufhin eine Minute später den Steuerbefehl zum Halten der Flughöhe, wobei in den nächsten Augenblicken die Warnungen für das Erreichen der Flughöhen von 100, 50, 40 und 30 Fuß über Grund ertönten. Die Maschine streifte daraufhin 66-Kilovolt-Stromleitungen, Telefonkabel, Bäume, Zäune und flog vor dem Erreichen der Landebahn in 0,7 Seemeilen Entfernung zur Landebahn in den Boden. Als die Maschine zu Boden ging, brachen auf der Höhe einer Hauptstraße Trümmerteile ab und erfassten ein Moped, auf dem zwei Personen saßen. Der Mopedfahrer wurde dabei getötet, sein Beifahrer schwer verletzt. Während des Aufpralls wurden beide Tragflächen abgerissen und ein Brand brach aus. Das Heck wurde abgerissen, blieb jedoch noch über die Flugsteuerungsverkabelung mit dem Rest der Maschine verbunden. Die Kabinenbesatzung begann umgehend mit der Notevakuierung der Maschine. Unter den Passagieren starb ein elfjähriger Junge; neun Personen, darunter die beiden Piloten sowie vier ausländische Passagiere, wurden verletzt.

## Ursache
Bei der Unfalluntersuchung wurde festgestellt, dass die Besatzung die Maschine im Endanflug unter die Mindestflughöhe hatte sinken lassen. Dabei hätten die Piloten die standardmäßigen Betriebsvorschriften des Betreibers missachtet. Sie hätten ferner nicht aus dem Sichtflug in den Instrumentenflug gewechselt, als sich die Maschine im Anflug auf Heho befand und sich die Sichtbedingungen verschlechterten. In den letzten Augenblicken sei dann nicht mehr genügend Zeit zum Ergreifen entsprechender Maßnahmen verblieben. Zu dem Unfall beigetragen habe, dass der Flugkapitän das Risiko, den Ersten Offizier als Pilot Flying auf der Strecke nach Heho einzusetzen, nicht richtig eingeschätzt hatte. Ferner habe sich die Besatzung der Maschine möglicherweise unter Zeitdruck befunden, da die Fokker als erste Maschine des Tages gelandet werden und daher zügig den Luftraum für nachfolgende Flugzeuge räumen sollte.